# ديانا أندرسون
ديانا أندرسون (بالإنجليزية: Diana Anderson)‏ هي ممرضة وقابلة بريطانية، ولدت في 29 يناير 1935 في بورتسموث في المملكة المتحدة.